# صلابة نفسية
الصلابة النفسية، التي يشار إليها بدلاً من ذلك باسم صلابة الشخصية أو الصلابة المعرفية في الأدب، هي نمط الشخصية الذي قدمته سوزان سي. كوباسا لأول مرة في عام 1979. وصفت كوباسا نمطًا من سمات الشخصية التي ميّزت المديرين والمديرين التنفيذيين الذين ظلّوا يتمتعون بصحة جيدة رغم تعرّضهم لضغوط الحياة، مقارنةً بأولئك الذين عانوا من مشاكل صحية. في السنوات التالية، شُرِح مفهوم الصلابة في كتاب وسلسلة من التقارير البحثية لسالفاتور مادي وكوباسا وطلاب الدراسات العليا في جامعة شيكاغو.

## تعاريف
في الأيام الأولى من البحث عن الصلابة، كانت عادةً تُعرّف على أنها بنية شخصية تشتمل على النزعات العامة الثلاثة المتعلقة بالالتزام والتحكم والتحدي الذين يعملون كمصدر مقاوم في مواجهة الظروف العصيبة. عُرِّفت نزعة الالتزام على أنها ميل لإشراك النفس في أنشطة الحياة وبأنها تتمتع باهتمام حقيقي وفضول حول العالم المحيط (الأنشطة والأشياء والأشخاص الآخرون). وعُرِّفت نزعة التماسك على أنها ميٌل للاعتقاد والتصرّف كما لو كان يمكن للمرء أن يؤثّر على الأحداث التي تحدث حوله اعتمادًا على جهوده. أخيرًا، عُرِّفت نزعة التحدي على أنها الاعتقاد بأن التغيير، وليس الاستقرار، هو النمط الطبيعي للحياة ويشكل فرصًا محفّزة للنمو الشخصي وليس تهديدًا للأمن.
في الآونة الأخيرة، وصف مادي الصلابة بأنها مزيج من ثلاثة مواقف (الالتزام والتحكم والتحدي) التي توفّر معًا الشجاعة والحافز اللازمين لتحويل الظروف العصيبة من المصائب المحتملة إلى فرص للنمو الشخصي. على الرغم من اعترافه بأهمية الأبعاد الأساسية الثلاثة، إلّا أن بارتون يعتبر الصلابة شيئًا أكثر عالمية من مجرد مواقف. يتصوّر مادي أن الصلابة هي نمط شخصية عام أو أسلوب معمّم من التصرّف يتضمن صفات معرفية وعاطفية وسلوكية. يُعتقد أن أسلوب التصرّف المعمّم هذا، والذي يشتمل على الالتزام والتحكم والتحدي، يؤثّر على الطريقة التي ينظر بها المرء إلى نفسه ويتفاعل مع العالم من حوله.

## الجذور التاريخية
تتجلى المفاهيم الأولية للصلابة في عمل مادي، وعلى الأخص في وصفه للهوية المثالية والشخصية السابقة للمرض أو الإصابة. في مقاله الذي نُشِر عام 1967، جادل مادي بأن الحالات المزمنة من اللا معنى وعدم الانتماء للوجود أصبحت تدريجيًا سِمات تتسم بها الحياة المعاصرة. كغيره من علماء النفس الوجوديين الذين سبقوه، اعتقد مادي أن مشاعر اللامبالاة والملل وعدم القدرة على الإيمان بقيمة فائدة الأمور التي ينخرط فيها المرء والتي تتصف بها الحياة المعاصرة والتي يعود سببها إلى الاضطرابات في الثقافة والمجتمع، والتصنيع المتزايد والقوة التكنولوجية، والهياكل الاجتماعية المتمايزة تمايزًا أكبر والتي تُحدّد هويات الناس من ناحية أدوارهم الاجتماعية.
تابع مادي الخطوط العريضة ليلخّص نوعين متميزين من الشخصيات، يعتمدان على كيفية تعريف الأشخاص لأنفسهم أو كيف يرون أنفسهم. تصف الشخصية السابقة للمرض أو الإصابة نفسها\ نفسه بعبارات بسيطة جدًا، أي يصفون أنفسهم بأنهم مجرد «لاعب ذي أدوار اجتماعية وتجسيد للاحتياجات البيولوجية». هذا النوع من الشخصيات يشدّد بالتالي على الصفات الأقل تميزًا بالنسبة له أو لها مقارنة بالأنواع الأخرى (الاحتياجات البيولوجية) والأشخاص الآخرين (الأدوار الاجتماعية). وفقًا لمادي، يمكن للأشخاص الذين لديهم شخصية سابقة للمرض أو الإصابة الاستمرار في حياتهم لفترة طويلة ويشعرون ظاهريًا بالراحة وبالنجاح المعقول. ومع ذلك، فإن هذا النوع من الشخصية عرضة أيضًا للوصول سريعًا إلى حالة من العصاب الوجودي المزمن عند المرور بحالات من التوتر. يتميّز هذا العصاب الوجودي بالاعتقاد بأن حياة المرء لا معنى لها، وبالشعور باللا مبالاة والملل، والافتقار للانتقائية في التصرفات - أي الشعور أن الأنشطة التي يمارسها المرء لا يختارها بنفسه.
في تناقض واضح مع الشخصية السابقة للمرض أو الإصابة، يجد المرء الهوية المثالية. على الرغم من أنه لا يزال لاعبًا الأدوار الاجتماعية وتعبيرًا عن الجوانب البيولوجية للإنسان، فإن هذا النوع من الشخصية لديه أيضًا فهم أعمق وأغنى لجانبه النفسي المميّز - العمليات العقلية كالتجسيد بالرموز والخيال والحكم. في حين أن الشخصية السابقة للمرض أو الإصابة تتقبل الأدوار الاجتماعية كما هي، إذ تشعر بأنها عاجزة عن التأثير على الأعمال وتحاول فقط لعب الأدوار قدر الإمكان؛ إلا أن الهوية المثالية، من خلال التعبير عن الجانب النفسي له\لها، لا تشعر بالعجز في مواجهة الضغط الاجتماعي. هذا الشخص قادر على إدراك البدائل لمجرد لعب الأدوار، وهو قادر على تبديل الأدوار بسهولة أكبر، وإعادة تعريف الأدوار الحالية حتى. نتيجة لهذا الفهم النفسي الأعمق للذات، فإن الهوية المثالية تنخرط بإيجابية وتهتم بالحياة، وترغب في العمل للتأثير على الأحداث، وتهتم بتجارب جديدة وتعلم أشياء جديدة.

## آليات المرونة
غالبًا ما تعتبر الصلابة عاملاً هامًا في المرونة النفسية أو مسارًا فرديًا يؤدي إلى نتائج مرجوّة. منذ عام 1979، جُمِعت مجموعة واسعة من الأبحاث التي تدعم فكرة أن الصلابة لها آثار مفيدة وتخفّف من التأثير الضار للتوتر على الصحة والأداء. على الرغم من أن الدراسات الأولية اعتمدت اعتمادًا حصريًا تقريبًا على المديرين التنفيذيين من رجال الأعمال، السنوات التي تجلى فيها هذا الأثر المُخفِف في مجموعة كبيرة ومتنوعة من المجموعات المهنية وغير المهنية، تتضمّن الجماعات العسكرية، والمعلمين والعاملين في الجامعة، ورجال الإطفاء، والطلاب. ومع ذلك، لم يتمكن كل بحث من إظهار مثل هذه الآثار المعتدلة، أو المُخفِفة، وهناك جدل حول ما إذا كانت آثار الصلابة تفاعلية أو مستقلة في المقام الأول عن مستويات التوتر.
يبدو أن الطريقة التي تمنح فيها الصلابة المرونة هي مزيج من الآليات المعرفية والسلوكية والعمليات الفيزيائية الحيوية. بتبسيط أكبر، مع تصاعد الظروف العصيبة، وكذلك الضغط النفسي والعقلي على الفرد، وإذا كان هذا الإجهاد شديدًا وطويلًا بما فيه الكفاية، فمن المتوقع حدوث انهيارات في الصحة والأداء. باختصار، يُقترح أن نمط الشخصية الصلبة يتمتع بتأثير مخفّف على هذه العملية من خلال تشجيع التكيّف العقلي والسلوكي الفعال، وبناء واستخدام الدعم الاجتماعي، والمشاركة في ممارسات فعّالة للرعاية الذاتية والصحة.

### التقييمات المعرفية
وفقًا لكوباسا، يميل الأفراد ذوو الصلابة المرتفعة إلى وضع الظروف العصيبة في منظورها الصحيح وتفسيرها بطريقة أقل تهديدًا. نتيجة لذلك، يدعم الإجهاد هذا الادعاء. على سبيل المثال، استخدمت دراستان طلابًا عسكريين يخضعون لتدريبات مرهقة كمشاركين ووجدتا أن الطلاب الذين سجلوا درجات عالية من الصلابة قيّموا التدريب القتالي بعبارات أقل تهديدًا، وفي الوقت نفسه نظروا إلى أنفسهم على أنهم أكثر قدرة على التأقلم مع التدريب.